# Förbjuden värld (roman)
Förbjuden värld (originaltitel Pebble in the Sky) är en roman skriven av Isaac Asimov. Publicerad 1950. Boken utkom 1979 i svensk översättning av Inge R. L. Larsson.

## Handling
En man i 60-årsåldern promenerar på en gångbana. En bra bit därifrån i ett laboratorium där man forskar med atomenergi sker någonting konstigt. En energistråle skjuts iväg och träffar mannen. Ena stunden tänkte mannen ta ett steg vidare på gångbanan och andra stunden sätter han ner foten på högt gräs någon helt annanstans.
Mannen har förflyttats framåt i tiden och hamnat på jorden i en för honom radioaktiv, sjuk och galen värld, där jordborna är illa behandlade av resten av Vintergatan och dess imperium styrt från den avlägsna stjärnan Trantor. 
Boken handlar om jordbornas kamp att bli respekterade och erkända som människor.